# The Gong of Knockout
「The Gong of Knockout」（ザ・ゴング・オブ・ノックアウト）は、Fear, and Loathing in Las Vegasの楽曲。2019年6月8日にワーナーミュージック・ジャパンより配信された。

## 概要
前作「Greedy」より約1年振りとなる作品。テレビアニメ「バキ(2018) 最凶死刑囚編」の第2クールオープニングテーマとして使用された。
So、Minami、Taiki、Tomonori、Keiによる5人体制での最初で最後の曲であり、Keiの生涯最後の曲でもある。
2020年1月12日にミュージック・ビデオが公開された。これは丁度Keiの一周忌にあたり、Soは公式ツイッターにて「元気にベースを弾く姿を見て、けいさんのことを思い出してもらえれば嬉しいです」とコメントした。
ライターの荒金良介は、この楽曲を「従来のFear,and Loathing in Las Vegas（以下ラスベガス）らしい爆発的なテンション、目まぐるしい曲展開はそのままに、各パートの演奏も立体的に浮かび上がり、聴く者を強襲する勢いに溢れている。また中盤に聴くことができる流麗なギター・ソロを含め、随所にソリッドなエッジ感も光らせた1曲だ。カオスと躍動感と聴き手を掴んで離さないメロディの高揚感は、”ルール無用の肉弾バトル”というTVアニメの内容にも沿った曲調と言えるだろう。新章の幕開けを告げるラスベガス・サウンドは、前へ、先へと豪快に突き進むことを選択し、さらにパワー・アップして帰って来た！」と評価している。
また本作の配信に先駆けて、2018年9月24日に2作目となる配信シングル「The Gong of Knockout - TV Size ver.」が配信されている。

## 収録曲
| #         | タイトル                 | 作詞 | 作曲・編曲 | 時間 |
| --------- | ------------------------ | ---- | ---------- | ---- |
| 1.        | 「The Gong of Knockout」 |      |            | 3:30 |
| 合計時間: | 合計時間:                | 3:30 |            |      |

## タイアップ
The Gong of Knockout
- アニメ「バキ 最凶死刑囚編」第2クールOPテーマ
- テレビ番組「ウソかホントかわからない やりすぎ都市伝説スペシャル2019春」オープニングテーマ[3]

## 収録アルバム
The Gong of Knockout
- 『HYPERTOUGHNESS』

## 演奏
- So : Vocal
- Minami : Vocal, Keyboard
- Taiki : Guitar, Vocal, Chorus
- Tomonori : Drums
- Kei : Bass Guitar